# Rättikor
Rättikor (Raphanus) är ett släkte av korsblommiga växter. Rättikor ingår i familjen korsblommiga växter. Släktet består av tre arter, varav arten R. sativus (rädisa) gett upphov till de odlade varianterna rädisa och rättika.

## Beskrivning
Växterna i rättikssläket är ett- eller tvååriga örter. De är glest styvhåriga och har ibland en stamknöl under jorden. Den greniga stjälken är upprättstående, och de parflikiga bladen är kortskaftade.
De stora blommorna saknar stödblad, och deras foderblad är upprätta. Blommorna är vita, gulaktiga eller violetta.

## Etymologi
Släktnamnet Raphanus kommer från grekiskans rhafys ('rova'). Betydelsen är 'med rova', vilket syftar på att rädisor och rättikor har en stamknöl som lagrar näring.

## Arter
Rättiksläktet utgörs av tre arter, där endast åkerrättika (R. raphanistrum) är naturligt förekommande i Sverige. Den odlade arten rädisa (R. sativus) – med sina två varieteter rädisa (var. sativus) och rättika (var. niger) – påträffas ibland i förvildad form.
Kladogram enligt Catalogue of Life:
| Rättikor | \| \| Raphanus confusus \| \| \| \| \| \| åkerrättika \| \| \| \| \| \| rädisa/rättika \| \| \| \| |
|          | \| \| Raphanus confusus \| \| \| \| \| \| åkerrättika \| \| \| \| \| \| rädisa/rättika \| \| \| \| |
|          | Raphanus confusus                                                                                  |
|          | |
|          | åkerrättika                                                                                        |
|          | |
|          | rädisa/rättika                                                                                     |
|          | |

## Bildgalleri

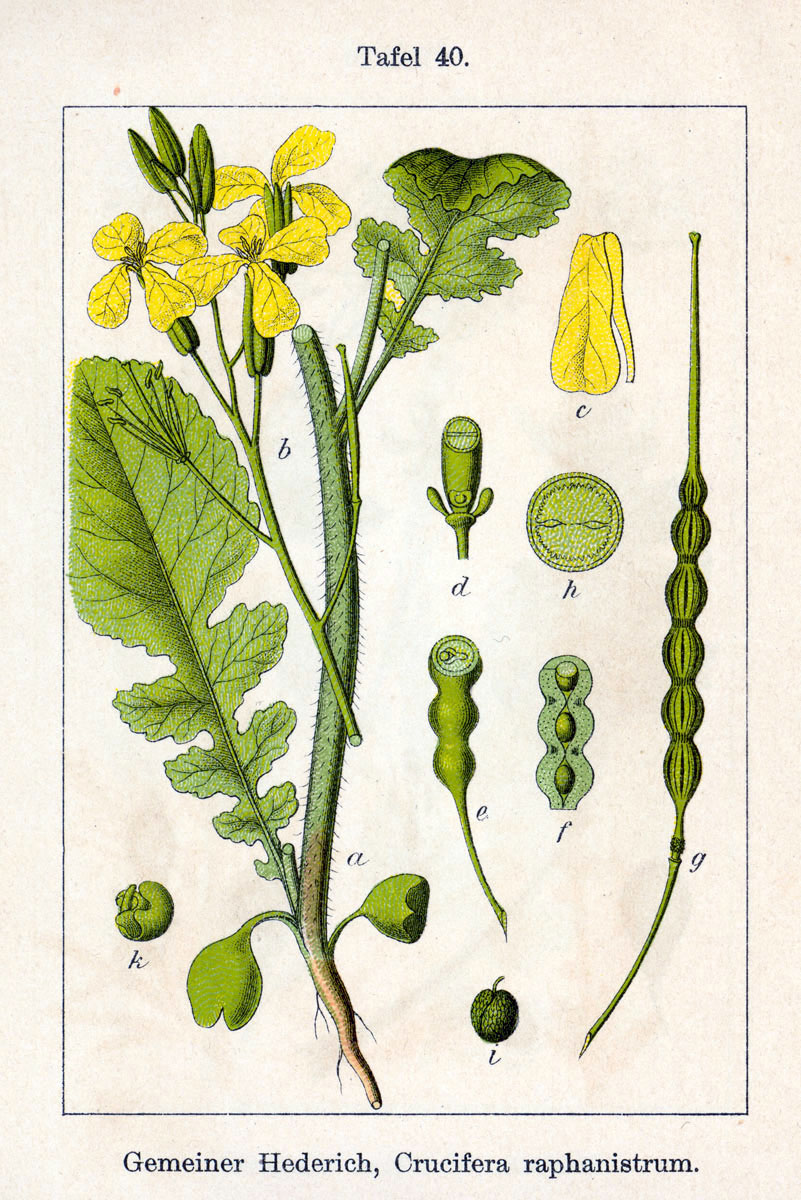
Åkerrättika växer vilt i Sverige
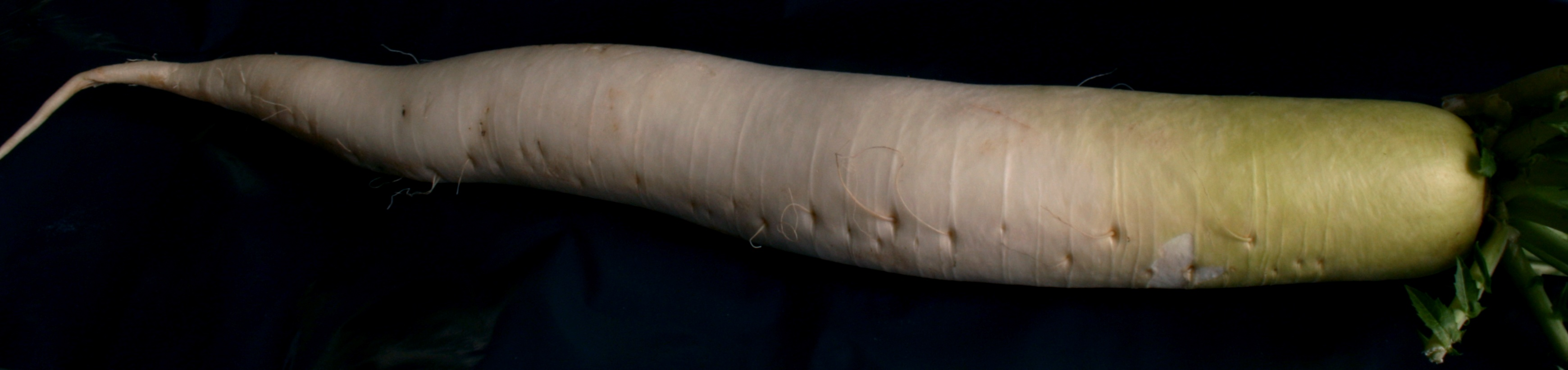
Odlade långrotsvarianter av rädisa kallas på svenska rättika
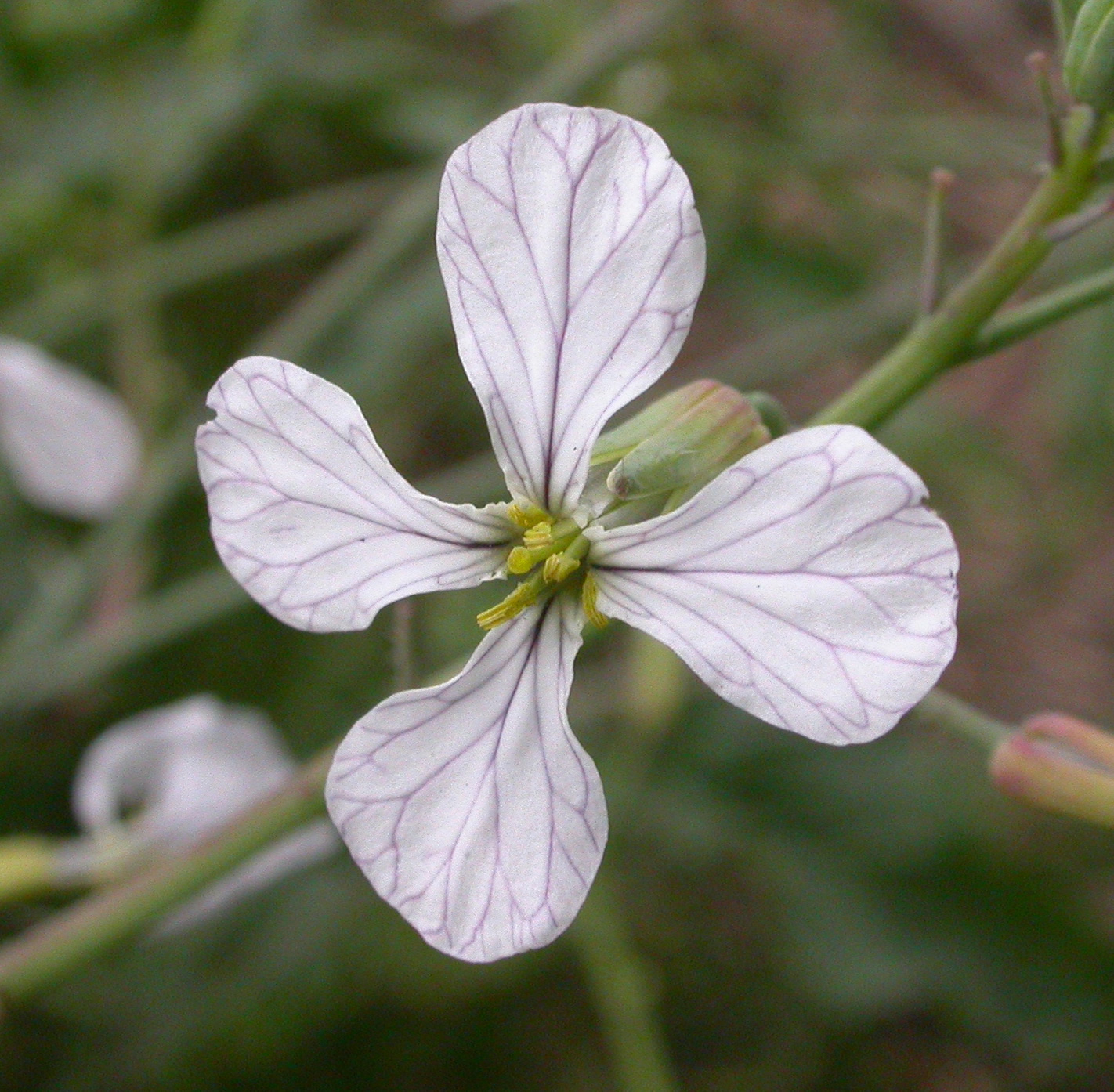
Man ser på rädisans blomma att den tillhör de korsblommiga växterna
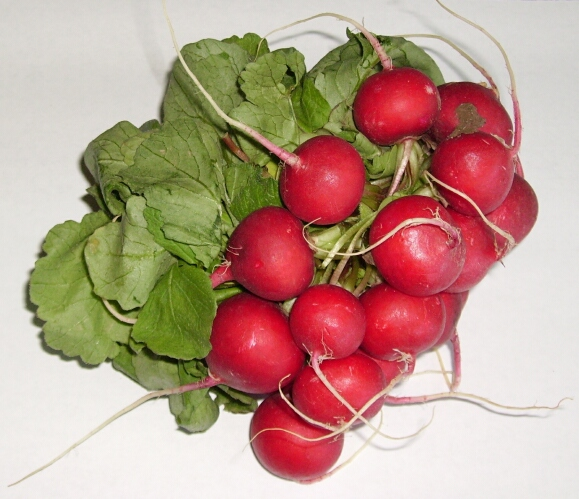
Endast odlade smårotsvarianter av rädisa kallas just rädisa på svenska